# Lil Durk
Durk Derrick Banks (Englewood, Chicago, 1992, október 19.) művésznevén Lil Durk Grammy-díjas amerikai rapper, énekes, az Only The Family Entertainment alapítója.

## Diszkográfia

### Stúdióalbumok
- 2015 – Remember My Name
- 2016 – Lil Durk 2X
- 2018 – Signed to the Streets 3
- 2019 – Love Songs 4 the Streets 2
- 2020 – Just Cause Y'all Waited 2
- 2020 – The Voice
- 2022 – 7220
- 2023 – Almost Healed
- 2024 – Love Song 4 the Streets 3

### Mixtape
- 2011 – I'm a Hitta
- 2012 – I'm Still a Hitta
- 2012 – Life Ain't No Joke
- 2013 – Signed to the Streets
- 2014 – Signed to the Streets 2
- 2015 – 300 Days, 300 Nights
- 2016 – They Forgot
- 2017 – Love Songs for the Streets
- 2017 – Signed to the Streets 2.5
- 2018 – Just Cause Y'all Waited

### Kollabalbumok
- 2017 – Supa Vultures (Lil Reese-vel)
- 2017 – Bloodas (Tee Grizzley-vel)
- 2021 – The Voice of the Heroes (Lil Baby-vel)

### Összeállítások
- 2018 – Only the Family Involved Vol.1
- 2018 – Only the Family Involved Vol.2
- 2019 – Family Over Everything
- 2021 – Loyal Bros Compilation

### Kis lemezek
- 2012 – L's Anthem
- 2013 – Dis Ain't What U Want
- 2015 – Like Me (feat. Jeremih)
- 2015 – What Your Life Like
- 2015 – My Beyoncé (feat. Dej Loaf)
- 2016 – She Just Wanna (feat. Ty Dolla Sign)
- 2016 – Money Walk (feat. Yo Gotti)
- 2016 – True
- 2016 – Baller
- 2017 – What Yo City Like (con Tee Grizzley)
- 2018 – Downfall (feat. Young Dolph e Lil Baby)
- 2018 – Play with Us (feat. Kevin Gates)
- 2019 – Like That
- 2019 – Green Light
- 2020 – Chiraq Demons (feat. G Herbo)
- 2020 – All Love
- 2020 – Viral Moment
- 2020 – 3 Headed Goat (feat. Lil Baby & Polo G)
- 2020 – The Voice
- 2020 – Stay Down (feat. 6lack e Young Thug)
- 2020 – Backdoor
- 2020 – Still Trappin' (con King Von)
- 2021 – Voice of the Heroes (con Lil Baby)
- 2021 – Hit Em Hard (con Offset, Trippie Redd, Kevin Gates e King Von)
- 2021 – Pissed Me Off
- 2021 – Lion Eyes

#### Együttműködések
- 2019 – Crazy Story (Remix) (King Von feat. Lil Durk)
- 2019 – Slide Around (Chance the Rapper feat. Nicki Minaj e Lil Durk)
- 2019 – Chariot (Calboy feat. Meek Mill, Young Thug e Lil Durk)
- 2019 – Last Name (Future feat. Lil Durk)
- 2020 – Real Nigga Party (Trav feat. Lil Durk)
- 2020 – Heart on Ice (Remix) (Rod Wave feat. Lil Durk)
- 2020 – Havin My Way (Lil Skies feat. Lil Durk)
- 2020 – All These Niggas (King Von feat. Lil Durk)
- 2020 – Painless 2 (J.I.D e Nav feat. Lil Durk)
- 2020 – Laugh Now Cry Later (Drake feat. Lil Durk)
- 2020 – Eat (Remix) (Money Mu feat. Lil Durk)
- 2020 – Same Hands (Bia feat. Lil Durk)
- 2020 – Lie to Me (Queen Naija feat. Lil Durk)
- 2020 – Back in Blood (Pooh Shiesty feat. Lil Durk)
- 2021 – No More Parties (Coi Leray feat. Lil Durk)
- 2021 – No Return (Polo G feat. The Kid Laroi & Lil Durk)
- 2021 –  Up The Scoe (Icewear Vezzo feat. Lil Durk)
- 2021 – Every Chance I Get (DJ Khaled feat. Lil Baby & Lil Durk)
- 2021 –  Sharing Locations (Meek Mill feat. Lil Baby & Lil Durk)
- 2021 – Jonah (Kanye West feat. Lil Durk & Vory)
- 2021 – In The Bible (Drake feat. Lil Durk & Giveon)
- 2021 –  Free Ric (42 Dugg feat. Lil Durk)
- 2021 –  Loyal To A Fault (Big Sean, Hit-Boy feat. Bryson Tiller & Lil Durk)
- 2022 – Rumors (Gucci Mane feat. Lil Durk)